# Kościół Sant'Agostino w Palermo
Kościół Sant'Agostino w Palermo to kościół eremitów augustianów. Znajduje się w pobliżu Teatro Massimo, w dzielnicy Capo.
Podłużna, jednonawowa budowla powstała za panowania Andegawenów pod koniec XIII wieku w stylu gotyckim. Fasada z bogato zdobionym portalem i dużym oknem rozetowym pochodzi z XIV wieku. Fundatorami były m.in. szlacheckie rodziny Chiaramonte i Sclafani. Pod koniec XV wieku architekt Giuliano Mancino i jego współpracownik Bartolomeo Berrettaro stworzyli boczny portal ozdobiony przedstawieniami świętych z zakonu augustianów. Wnętrze kościoła zostało przebudowane w 1711 i 1729 r. przez Giacomo Serpotta ze sztukaterią w stylu barokowym. Krużganek z 1560 r. jest prawdopodobnie dziełem Vincenzo Gaggini. Święto św. Rity z Cascii obchodzone jest w Sant'Agostino od 1922 r., a od 1988 r. znajduje się tu sanktuarium diecezjalne tej świętej.